# Đặng Thái Thân
Đặng Thái Thân (1874 - 1910), hiệu Ngư Hải, Ngư Ông; là chí sĩ cận đại trong lịch sử Việt Nam.

## Tiểu sử
Đặng Thái Thân là người làng Mỹ Chiêm, huyện Nghi Lộc, tỉnh Nghệ An. Vì ông đỗ đầu xứ nên được gọi là Đầu xứ Đặng. Ông là học trò và là đồng chí đắc lực của chí sĩ Phan Bội Châu.
Năm 1904, tại nhà Tiểu La Nguyễn Hàm ở Quảng Nam, với sự hiện diện của Kỳ Ngoại Hầu Cường Để cùng hơn 20 người khác, Duy Tân hội được tuyên bố thành lập. Cường Để được lập làm Hội chủ. Các thành viên chính của hội gồm Phan Bội Châu, Đặng Thái Thân, Nguyễn Hàm, Trình Hiền, Lê Vũ, Đặng Tử Kính.
Tháng 9 năm 1908, chính phủ Nhật thi hành hiệp ước Pháp - Nhật, theo đó ra lệnh giải tán Đông Á đồng văn thư viện và Cống hiến hội, trục xuất du học sinh ra khỏi đất Nhật. 
Thời gian đó, phong trào Đông Du ở trong nước cũng bị chính quyền thực dân Pháp trấn áp mạnh, Đặng Thái Thân phải rút vào núi tạm lánh.
Ngày 2-2-1910, một đêm Đặng Thái Thân âm thầm về làng Phan Thôn (nay là xã Nghi Kim, huyện Nghi Lộc, tỉnh Nghệ An), thì bị tố giác. Bị quân Pháp bao vây, liệu không thể thoát, ông bắn chết một cộng sự của đối phương tên Một Độ, thủ tiêu hết tài liệu bí mật, rồi dùng súng tự sát. Năm đó, Đặng Thái Thân mới 36 tuổi.
Sinh thời, ông có làm thơ. Trong Hợp tuyển thơ văn Việt Nam (1858 - 1920, quyển 2) có chép hai bài thơ chữ Hán của ông là: Cảm hứng, Đợi thuyền, và hai câu đối cũng bằng chữ Hán là: Thư trai (dán chỗ ngồi học), Viếng Tăng Bạt Hổ.

## Khen ngợi
Cái chết của Đặng Thái Thân đã gây niềm cảm kích lớn trong đồng bào và đồng đội. Nhiều chiến sĩ bị tù ở Côn Đảo đã làm thơ văn ca ngợi phẩm chất ông . Trích hai đoạn viết của:
- Phan Bội Châu:

Đặng quân vốn người hăng hái gan dạ, nhân phẩm lại cao, trải mười năm vừa là thầy vừa là bạn tôi (Ngục Trung Thư).
- Huỳnh Thúc Kháng:

Người khảng khái, trầm tĩnh, học vấn uyên bác, đởm thức hơn người; cái năng lực gánh nặng đi đường xa không lộ ra ngoài, không phải là người đồng chí tâm giao thì không ai biết là người thế nào. Cụ Sào Nam ở ngoài, sau Tây Hồ và Tiểu La bị đày, mà trong khoảng vài năm phong trào Đông học còn ảnh hưởng lừng lẫy không dứt, chính nhờ sức Ngư Hải (Đặng Thái Thân). Trong miền Nam thì có Sơn Tẩu (Đỗ Đăng Tuyển) và Nam Xương (Thái Phiên). Từ khi Ngư Hải mất, cụ Sào Nam như mất cánh tay, cái dây liên lạc trong ngoài bị đứt đoạn (Thi tù tùng thoại).
- Câu đối về Đặng Thái Thân (STĐình Dương): 拾 載 志 功 汪 汪 四 海 千 秋 心 德 莽 莽 雙 魚 Phiên âm: Thập tải chí công uông uông tứ Hải Thiên thu tâm đức mãng mãng song Ngư Dịch nghĩa: Mười năm (chiến đấu) ý chí và công lao mênh mông như nước biển Ngàn năm sau tâm đức vẫn trường tồn như màu xanh của đảo Song Ngư

## Sách tham khảo
- Nhiều người soạn (Huỳnh Lý chủ biên), Hợp tuyển thơ văn Việt Nam (1858-1920, quyển 2). Nhà xuất bản Văn học, 1985.
- Nguyễn Q. Thắng-Nguyễn Bá Thế, Từ điển nhân vật lịch sử Việt Nam. Nhà xuất bản KH-XH, Hà Nội, 1992.